# Evenemangslista
Med evenemangslista avses en lista över TV-sända evenemang som anses vara "av särskild vikt för samhället" och som därför en "väsentlig del av allmänheten" ska kunna ta del av.
Syftet med att upprätta en evenemangslista är att begränsa konkurrensen kring evenemangen så att endast aktörer med redan stor räckvidd kan köpa exklusiva sändningsrättigheter. Argument som lyfts fram emot att införa sådana begränsningar är att alla aktörer, både de som köper och de som säljer exklusiva sändningsrättigheter till evenemang, vill nå så stor publik som möjligt.

## Föreslagen evenemangslista i Sverige
Redan 1997 skrev Regeringen Persson in möjligheten för en evenemangslista i Radio- och TV-lagen. Ett införande av en evenemangslista skulle innebära en reglering av marknaden för rättigheter. Enligt lagen (4 stycket) gäller att "Regeringen meddelar föreskrifter om vilka evenemang som är av särskild vikt för det svenska samhället".
Den 29 februari 2016 överlämnade Myndigheten för press, radio och tv en slutrapport till Kulturdepartementet med förslag på evenemang:
- De olympiska sommar- och vinterspelen
- De paralympiska sommar- och vinterspelen
- VM i fotboll för herrar och damer: matcher och kvalifikationsmatcher med svenskt deltagande samt semifinaler och finaler
- EM i fotboll för herrar och damer: matcher och kvalifikationsmatcher med svenskt deltagande samt semifinaler och finaler
- VM i ishockey för herrar: matcher med svenskt deltagande samt semifinaler och finaler
- VM i längdskidåkning
- VM i alpin skidsport
- VM i friidrott
- Vasaloppet
- Nobelfesten

Rapporten skulle även "inhämta synpunkter från berörda aktörer och intressenter, analysera konsekvenserna av förslagen för programföretagen och rättighetshavarna på marknaden samt redovisa en sammanställning av andra EU-länders listor och dessa listors effekter på marknaden." Myndigheten föreslog att minst 90% ska nås av evenemanget (ett krav som endast SVT och TV4 når upp till). Om endast ett företag når 90% sänks kravet vid det tillfället till 85%.
Riksidrottsförbundet har uttryckt oro för att förlora pengar om en evenemangslista införs eftersom delar av intäkterna från sändningsrättigheterna tillfaller dem.
Ett argument som har framförts är att det finns TV-tittare som inte har råd att betala något utöver den TV-avgift som de redan betalar. Företrädare för MTG påpekade att de som inte kunde eller ville se Olympiska sommarspelen 2016 på Viasats kanaler TV3 eller TV10 (som 81% av befolkningen har) utan bindningstid kunde få tillgång till hela OS-utbudet 2016 till en kostnad motsvarande två biobiljetter med läsk och popcorn.

## Evenemangslistor i andra länder
Länder som har infört evenemangslistor är Belgien, Danmark, Finland, Frankrike, Irland, Italien, Polen, Storbritannien, Tyskland och Österrike samt Norge. De listorna är av varierande innehåll och rymmer olika krav på vad som utgör en "väsentlig del av allmänheten" och olika definitioner av vad som avses med "fri tv".